# Narodni muzej Zrenjanin
Narodni muzej iz Zrenjanina je muzejska ustanova kompleksnog tipa, zavičajnog karaktera, koja svojim istraživačkim radom pokriva područje Srednjeg Banata sa 52 naseljena mesta u opštinama Zrenjanin, Sečanj, Žitište, Nova Crnja i Novi Bečej. Ovakvim načinom organizacije kulturno nasleđe ovog područja iz oblasti prirode, arheologije, etnologije, umetnosti i istorije došlo je u okvire sistematske zaštite i stručne obrade jedne specijalizovane ustanove. Unutar zbirki pet odeljenja Muzeja smešteno je oko 33.000 muzejskih predmeta. Neke od najznačajnijih zbirki su: zbirka hladnog i vatrenog oružja, zbirka kapa zlatara, likovna zbirka sa značajnim fondom slika iz 18. i 19. veka, zbirka nakita iz praistorije i srednjeg veka, zbirka ptica. Muzej ima i Pedagoško-informativnu službu, Dokumentacioni centar, restauratorsku i konzervatorsku radionicu, foto-laboratoriju i stolarsku radionicu. U Muzeju postoji i stručna biblioteka sa preko 5.000 naslova.
Prezentacija zbirki odvija se u okviru stalne postavke i tematskih izložbi. Prostor stalne postavke muzeja ima površinu od 1.200 m². Na prvom spratu izloženi su predmeti iz primenjene umetnosti, likovne zbirke i legata Narodnog muzeja, dok je na drugom spratu predstavljen deo novije istorije i etnologija, a nakon završetka potpune rekonstrukcije muzeja biće izložena i starija istorija, arheologija i priroda. Trenutno zrenjaninski muzej raspolaže i sa tri izložbena prostora u prizemlju zgrade. To su Salon (površine 200 kvadratnih metara), Mali salon i Hol muzeja koji je adaptiran u izložbeni prostor.
Muzej je osnovan 1911. godine kao Muzej Torontalske županije u tadašnjem Velikom Bečkereku.

## O zgradi
Muzej se od 1966. godine nalazi na ovoj adresi, u zgradi nekadašnje Finansijske palate. Zgrada je izgrađena 1893. godine po projektu arhitekte Ištvana Kiša, po stilu pripada akademizmu – neorenesansi i deo je sektora tipične arhitekture koji je pod zaštitom države kao spomenik kulture. Zgrada se nalazi u okviru arhitektonske celine koja obuhvata i Gradsku kuću, zgradu Pozorišta, Katedralu i Mali most, najstariji most u gradu.

## Odeljenja

### Prirodnjačko odeljenje
Prirodnjačko odeljenje radilo je sa privremenim prekidima od osnivanja Muzeja do danas. Inicijalna zbirka bila je poklon sreskog načelnika Emila Talijana iz Turske Kanjiže, svetskog putnika i lovca. Današnja zbirka Prirodnjačkog odeljenja nastala je preuzimanjem zbirki Više pedagoške škole – odsek biologija iz Zrenjanina, bivše Prve gimnazije (danas Zrenjaninske gimnazije) i dela koji je nasleđen iz vremena postojanja Prirodnjačkog odeljenja iz 1911. godine. Zbirku vodi Nataša Knežević, kustos-biolog.
Fond Prirodnjačkog odeljenja čine sledeće zbirke: geo-paleontološka, botanička, zoološka, zbirka tečnih preparata, zbirka učila i fototeka.
- Geo-paleontološku zbirku čini zoo i fito paleontološki materijal, kao i razne vrste barskih lesova peščara, eruptivnih stena i lopara sa fosilnim ostacima. Najvredniji eksponat – fosilni ostaci mamuta Mammuthus primigenius iskopani 1952. godine prilikom kopanja kanala DTD kod Novog Bečeja.
- Botanička zbirka sastoji se od herbarskog materijala bivše Više pedagoške škole iz Zrenjanina, herbara M. Gajića – nekadašnjeg profesora iste škole, herbara Šumarske uprave Aranđelovac, semenara i herbara Zemljoradničke zadruge "Agraria" iz Novog Sada, zbirke šišarki četinara i zbirke dendroflore (foto-negativi i foto-pozitivi najvrednijih primeraka dendroflore Zrenjanina).
- Zoološku zbirku čine zbirke insekata, vodozemaca, riba, gmizavaca, ptica i njihovih jaja, sisara i lovačkih trofeja.
- Zbirka tečnih preparata Prirodnjačkog odeljenja Narodnog muzeja Zrenjanin preuzeta je od Više pedagoške škole iz Zrenjanina. Materijal u flašama, koji je sakupljan na stručnim ekskurzijama po Jadranskom moru, sastoji se od botaničkih i zooloških primeraka (planktona, korala, sunđera, riba, vodozemaca, ptica i sisara).
- Zbirka učila sastoji se od bioloških učila, modela i maketa, crteža i slika, dijafilmova, filmova, mikropreparata i mikroskopa.
- Fototeku čine foto-negativi, foto-pozitivi, slajdovi i kompjuterske fotografije.

### Arheološko odeljenje
Arheološko odeljenje svojim fondom spada među najbogatije zbirke u Srbiji. Koncepcija stalne postavke zasniva se na hronološkom predstavljanju od najstarijeg vremenskog perioda, 6.400 godine pre naše ere, do srednjeg veka i obuhvata sledeće epohe: neolit – starčevačka, vinčanska, potiska kultura, eneolit, bronzano doba, rimsko-provincijska kultura, sarmatska kultura, seoba naroda i srednji vek (12-13 vek). Na postavci je izloženo preko 500 eksponata.

### Istorijsko odeljenje
Istorijsko odeljenje čine zbirke starije i novije istorije, kao i Soba istorije sporta.
Zbirka novije istorije stalne postavke prikazuje prošlost banatskog zavičaja od poslednje četvrtine 19. veka do kraja prve polovine 20. veka kroz ekonomski, društveni, politički i kulturni život. Postavka se sastoji od originalnog materijala: umetničkih slika, trodimenzionalnih predmeta, originalnih dokumenata (ili njihovih faksimila i fotokopija), fotografija i drugog materijala.
Zbirka starije istorije obuhvata i prikazuje period od početka 14. veka, od nastanka grada, do druge polovine 19. veka. Na postavci se može videti originalni prepis Povelje Marije Terezije iz 1769. godine, kojom se u ondašnjem Bečkereku reguliše čitav društveno-ekonomski život, a koja je bila preduslov da bi Bečkerek stekao status grada. Vezano za kulturni razvoj grada značajna je izložena Povelja iz 1847. godine kojom se odobrava osnivanje štamparije u Velikom Bečkereku. Izuzetno mesto u postavci zauzimaju  dobro očuvani primerci mačeva iz 11-12. veka, ukrasni predmeti, pečati, originalna zastava Torontalske županije i vatreno i hladno oružje iz 18. i 19. veka.
Soba istorije sporta prikazuje istorijat sporta u Zrenjaninu od kraja 19. veka do danas. Poseban akcenat je stavljen na olimpijske igre gde je učestvovalo (treneri, sudije i igrači) 39 Zrenjaninaca. Njih desetoro osvojilo je ukupno 16 medalja, od toga 6 zlatnih, 3 srebrne i 7 bronzanih. Postavka Sobe sporta obuhvata oko 300 predmeta -  sportske rekvizite i opremu, medalje sa takmičenja – originale i odlivke, priznanja zaslužnim sportistima i sportskim radnicima, kao i dokumenta i fotografije sportista i sportskih događaja svih nivoa – od gradskih takmičenja do olimpijada.

### Umetničko odeljenje
Umetničko odeljenje obuhvata dva segmenta – likovnu i primenjenu umetnost.
Zbirka likovne umetnosti po značaju predstavlja jednu od najvrednijih zbirki u Vojvodini, a po sadržini presek onoga što se u periodu od 18. do kraja 20. veka na umetničkom planu zbivalo u Vojvodini i šire, sa posebnim akcentom na Banat i velikobečkerečke slikarske ateljee. Najstariji eksponati likovne zbirke svrstani u stalnu postavku potiču iz prve polovine 18. veka. Među takvim radovima od posebnog značaja su ikone Šerbana Popovića iz 1744. godine. Prateći dalje hronološki tok i u doba baroka, klasicizma, bidermajera, romantizma, realizma i u modernim pravcima 20. veka pojavljuju se imena umetnika kao što su: Dimitrije Popović, Nikola Nešković, Nikola Aleksić, Konstantin Daniel, Đura Jakšić, Novak Radonić, Pavle Simić, Uroš Predić, Stevan Aleksić, Aleksandar Sekulić itd.
Posebnu celinu stalne postavke čine legati Uroša Predića, Tivadara Vanjeka, Zlate Markov Baranji, Ljubice Tapavički, Pauline Sudarski i Friderike Bende-Kovačev.
Zbirka primenjene umetnosti čini zaokruženu celinu Umetničkog odeljenja obuhvatajući predmete sakupljene od samog osnivanja Muzeja 1906. godine. Kolekciju sačinjavaju eksponati od porcelana, fajansa, stakla, metala kao i komadi stilskog nameštaja. Ovaj deo postavke donosi presek plemićkog, ali pretežno građanskog, enterijera sa predmetima pokućstva Vojvodine u vremenskom rasponu od 18. do kraja 19. veka. Stilske osobenosti eksponata uklapaju se u barok i klasicizam sa njegovom građanskom varijantom, bidermajer stilom. Najveći broj eksponata predstavlja uvoz, najčešće iz Austrije, Mađarske, Češke, ali i iz Nemačke, Francuske i Italije, dok je vrlo mali broj rad lokalnih radionica.

### Etnološko odeljenje
Etnološko odeljenje obuhvata pet prostorija u kojima je prezentovan seoski enterijer tzv. „prednjih“ ili „čistih“ odnosno gostinskih soba s kraja 19. i početka 20. veka (mađarska, rumunska, slovačka i srpska soba) kao i enterijer srpske kuhinje istog perioda, dok se u ostalim prostorijama nalaze nošnje naroda i narodnosti Srednjeg Banata i predmeti povezani sa seoskim zanatima, zemljoradnjom i stočarstvom.
Zbirka Etnološkog odeljenja Narodnog muzeja u Zrenjaninu oformljena je prilikom osnivanja samog Muzeja, 1906. godine. Nakon Drugog svetskog rata, zahvaljujući privatnoj zbirci poznatog velikobečkerečkog trgovca Grinbauma, kao i predmetima koji su dospeli kao poklon Dobrotvornog društva Kolo srpskih sestara, zbirka Etnološkog odeljenja je znatno uvećana. Ove dve zbirke sadržale su uglavnom delove narodnih nošnji kao i tekstilne delove pokućstva, sakupljane nesistematski i fragmentarno. Sistematskim i planskim otkupom etnoloških eksponata zbirka je proširena i većim delom kompletirana. Danas zbirka Odeljenja broji 3207 eksponata.
Podeljena je u nekoliko segmenata:
- Zbirka Stanovanje

1. Stanovanje – Arhitektura
2. Stanovanje – Pokućstvo
3. Stanovanje – Tekstilno Pokućstvo

- zbirka Privreda
- zbirka Domaća Radinost
- zbirka Odevanje
- zbirka Društveni Život
- zbirka Duhovna Kultura
- zbirka Pisani I Audiovideo Zapisi

Među zbirkama Etnološkog odeljenja po kulturnoj, istorijskoj, estetskoj i umetničkoj vrednosti izdvaja se zbirka zlatoveza, koju čini preko 100 eksponata. Ovu zbirku čine odevni predmeti srpske i rumunske svečane narodne nošnje s kraja XIX i prve dve decenije XX veka. Zlatovez na ovim predmetima uglavnom je rađen u okolini Zrenjanina gde su postojali najpoznatiji centri zlatoveza (Kumane, Melenci i Elemir). Najreprezentativniji eksponati iz ove zbirke su svakako nevestinska oglavlja: srpske kape zlatare i džege.
Zbirke Etnološkog odeljenja vode mr etnološko-antropoloških nauka Rajka Grubić, muzejski savetnik i Branka Babić, kustos-etnolog.

### Pedagoška informativna služba
Pedagoška služba je osnovana 1969. godine sa osnovnim zadatkom da bogato kulturno nasleđe koje Muzej čuva učini dostupnim svim strukturama društva. Od osnivanja do danas, služba sa posetiocima svih uzrasta kontinuirano radi na upoznavanju i popularizaciji muzejskih sadržaja, tumačenju stalne postavke i tematskih izložbi.
U skladu sa tendencijama muzeološke teorije i prakse vremenom je delokrug rada proširen osmišljavanjem i sprovođenjem manuelnih i verbalnih radionica za decu i mlade, čiji je glavni cilj formiranje budućih generacija redovnih posetilaca i učesnika u muzejskim programima.
Godine 2006, pedagoška služba prerasta u Pedagoško–informativnu i njen rad postaje sveobuhvatniji: pored ostalih poslova, Služba je i dalje uključena u pripreme oko tematskih izložbi, ali osmišljava i organizuje i prateće programe u okviru svake akcije (projekcije filmova, audio-snimaka, digitalnih prezentacija, predavanja, radionica...), samostalno ili sa autorima izložbi. Takođe, postavlja i izložbe dečjih radova u okviru svoje već tradicionalne akcije “Odjeci”, izložbe sa tematikom posvećenom mladima, kao i izložbe mladih autora u prostoru Muzeja. Periodično, u saradnji sa kustosima i saradnicima Muzeja, Pedagoško-informativna služba organizuje i projekcije filmova, koncerte, književne večeri...
Saradnja sa medijima i različiti načini informisanja potencijalnih posetilaca veoma su nam značajni, pa tako pored pozivnica i plakata, najave, reportaže, prikazi i gostovanja na lokalnim, regionalnim i nacionalnim radio-stanicama i televizijama doprinose obaveštavanju najšire javnosti o aktivnostima Muzeja i sve većoj poseti.
Narodni muzej Zrenjanin, dobitnik je nagrade "Zlatni doboš" za 2006. godinu, koju dodeljuju zrenjaninski novinari i stručnjaci za marketing, okupljeni u Agenciji "Most medija", za uspešnu saradnju sa medijima i plasiranje aktivnosti Muzeja u javnosti tokom 2006. godine.
Tokom 2014. godine, realizovan je projekat „Audio-video vodič kroz stalnu postavku Narodnog muzeja Zrenjanin”, koji je finansirala međunarodna humanitarna organizacija – Fondacija Stavros Niarchos. Vodič instaliran na tablet uređajima prilagođen je slepim, slabovidim, gluvim i nagluvim posetiocima, ali je dostupan i ostaloj publici. Tokom međuregionalne konferencije „Balkanski muzeji bez prepreka” u Sarajevu je predstavljeno 27 projekata, a prema glasanju učesnika, projekat Narodnog muzeja Zrenjanin za audio-video vodič kroz stalnu postavku je proglašen za treći najbolji projekat.

## Spoljašnje veze
- Zvanični facebook profil
- Zvanični instagram profil
- Zvanični twitter profil
- Zvanični youtube kanal